# Джим Гоберман
Джеймс Лью́їс Го́берман (Джим Гоберман; підписується як J. Hoberman; нар. 14 березня 1948, Нью-Йорк, США) — американський кінокритик і кінознавець, один з кінооглядачів The New York Times.

## Життєпис
Джеймс Льюїс Гоберман закінчив Колумбійський університет. Працював у нью-Йоркському тижневику The Village Voice під керівництвом знаменитого Ендрю Сарріса, рецензував переважно експериментальні фільми. Його перша рецензія — розбір дебютного фільму Д. Лінча «Голова-гумка» (1977). 1983 року Гоберман спільно з Дж. Розенбаумом опублікував історичний огляд американського андерграунду, «Опівнічні фільми».
Дж. Гоберман тривалий час відповідав за складання програми Нью-Йоркського кінофестивалю, у 1988—2012 роках курував увесь кінорозділ Village Voice. Періодично також друкувався у виданнях з Сан-Франциско (за що удостоєний призу місцевого кінофестивалю). 2000 року він випустив книгу «Червона Атлантида», в якій розглянув комуністичний проєкт XX століття в поняттях естетики.
Гоберман має авторитет як у США, так і за кордоном. Читає лекції в Нью-Йоркському університеті; раніше викладав у Гарварді.
На початку 2012 року у зв'язку зі скороченням штату покинув Village Voice, причому в американській пресі залишення Гоберманом нью-йоркського тижневика було схарактеризовано, як «кінець епохи». На початку 2014 року змінив Дейва Кера як оглядача домашнього відео газети The New York Times.

## Найкращі фільми за рік
- 2001 — «Малголленд Драйв»
- 2002 — «Комуна (Париж, 1871)»
- 2003 — «Павук»
- 2004 — «Доґвіль»
- 2005 — «Виправдана жорстокість»
- 2006 — «Смерть пана Лазареску»
- 2007 — «Мене там немає»
- 2008 — «Політ червоної кулі»
- 2009 — «Володар бурі»
- 2010 — «Дивний випадок Анжеліки»
- 2011 — «Небезпечний метод»
- 2012 — «Табу»
- 2013 — «Гравітація»